# 줄리언 반스
줄리언 패트릭 반스(Julian Patrick Barnes, 1946년 1월 19일 ~ )는 영국 레스터 출신의 현대 영국의 작가이다.

## 대표작
그의 장편소설과 단편소설들은 포스트모더니즘 문학의 전범으로 간주되고 있다. 그는 《플로베르의 앵무새》(1984년), 《잉글랜드, 잉글랜드》(1988년), 《아서와 조지》(2005년)로 맨 부커상 후보에 세 번 올랐다. 그는 댄 캐버나라는 필명으로 범죄 소설을 썼다. 그는 또한 프랑스 문학의 번역자로도 알려져 있다. 그가 번역한 작가로는 도데와 플로베르가 있다.
그가 1980년에 발표한 처녀작 《메트로랜드》는 1960년대의 반항적이고 허무주의적인 젊은 세대의 운명을 묘사한 것이다. 그는 이 작품으로 서머싯 몸상을 받았다. 《10 1/2장으로 쓴 세계 역사》(1989년)는 전투적인 무신론과 신비적인 신앙을 교묘하게 조화시키면서 노아의 방주 이야기를 대담하게 해석하고 있다. 이 소설에서 바다와 관련된 모티프는 계속 변주되며 나타난다. 반스가 제기하는 철학적 질문들은 독자의 마음을 뒤흔든다. 《잉글랜드, 잉글랜드》는 현대의 허구적인 삶에 대한 반스의 성찰이 보이는 작품으로, 가혹한 현실을 사생활에서의 안락함을 추구하는 것으로 상쇄하려는 경향에 대해 성찰하고 있다.
반스는 사랑 이야기를 쓰는 데 능숙한 작가임에도 불구하고 그의 작품들은 지나치게 냉소적이라는 평을 듣기도 한다. 그러나 반스는 인간 상호간의 관계의 문제를 깊이 있게 응시하고 있다. 《플로베르의 앵무새》는 창작 과정에서 작가의 역할에 대한 극히 유쾌한 연구라 할 수 있다.
반스는 무엇보다 그의 아이러니한 스타일로 높은 평가를 받고 있다. 《내 말 좀 들어 봐》와 《사랑, 그리고》에서 그는 남녀 관계를 묘사하면서 모든 등장 인물들이 각자 자신의 시점에서 이야기를 하게끔 했다. (이것은 포크너의 《내가 죽어 누워 있을 때》와 이노우에의 《엽총》에서 시도되었던 수법이다.)
그의 소설들은 그에게 각국의 중요한 문학상들을 안겨 주었다. 프랑스에서는 《플로베르의 앵무새》로 메디치상을, 《내 말 좀 들어 봐》로 페미나상을 받았고, 독일에서는 1993년 함부르크의 퇴퍼 재단에서 주는 셰익스피어상을 받았다.
《고슴도치》(1992)는 동유럽의 어느 국가(이름은 언급되지 않는다)에서 벌어진 공산 독재자에 대한 재판을 다룬 것으로, 불가리아의 지프코프의 재판을 모델로 했다. 이 소설은 불가리아어판이 영어판보다 먼저 출간되었다.
또한 2011년에는 단편집 『펄스』로 부커상, 휘트브래드 대상과 함께 언급되는 영국의 권위 있는 문학상인 <데이비드 코헨 문학상David Cohen Prize>을 수상했다.

## 사생활
그는 옥스퍼드 대학 모들린 칼리지를 졸업한 뒤 옥스퍼드 영어 사전의 편찬자로 일했다. 그 뒤 문학 편집자, 영화 평론가로 활동했고 현재는 전업 작가이다. 그의 형 조너선 반스는 고대 철학 전공의 철학자이다.
현재 그는 아내이자 문학 에이전트인 퍼트리샤 캐버나와 함께 런던에서 살다가 아내와 사별한다. 그의 소설의 대부분은 아내에게 바쳐진 것이다.

## 작품
(특별한 표시가 없으면 장편소설임)
- 메트로랜드Metroland (1980).

국역 열린책들(2007)｜신재실 옮김｜ISBN 978-89-329-0750-5
- 나를 만나기 전 그녀는Before She Met Me (1982).

국역 문학동네(1998), 열린책들(2006)｜신재실 옮김｜ISBN 978-89-329-0686-7
- 플로베르의 앵무새Flaubert's Parrot (1984).

국역 동연(1995), 열린책들(2005)｜신재실 옮김｜ISBN 978-89-329-0603-4
- 태양을 바라보며Staring at the Sun (1986).

국역 열린책들(2005)｜신재실 옮김｜ISBN 978-89-329-0601-0
- 10 1/2장으로 쓴 세계 역사A History of the World in 10½ Chapters (1989).

국역 동연(1993), 열린책들(2006)｜신재실 옮김｜ISBN 978-89-329-0687-4
- 내 말 좀 들어봐Talking it Over (1991).

국역 동연(1997), 열린책들(2005)｜신재실 옮김｜ ISBN 978-89-329-0602-7
- 고슴도치The Porcupine (1992).

국역 열린책들(2005)｜신재실 옮김｜ISBN 978-89-329-0620-1
- Letters from London (1995) — (뉴요커에 연재한 글 모음)
- Cross Channel (1996) — (단편집)
- England, England (1998)
- 사랑, 그리고 Love, Etc. (2000).

국역 열린책들(2009)｜신재실 옮김｜ISBN 978-89-329-0852-6
- Something to Declare (2002) — (에세이)
- The Pedant in the Kitchen (2003) — (요리에 관한 저널리즘)
- 레몬 테이블 The Lemon Table (2004) — (단편집).

국역 열린책들(2008)｜신재실 옮김｜ISBN 978-89-329-0849-6
- 용감한 친구들 Arthur & George (2005)

국역 다산책방(2015) | 한유주 옮김
- Pulse(2011) — (단편집)
- 예감은 틀리지 않는다 The Sense of Ending(2011)

국역 다산책방 | 최세희 옮김
- 사랑은 그렇게 끝나지 않는다 Levels of Life(2013) - (에세이)

국역 다산책방 | 최세희 옮김
- 시대의 소음 The Noise of Time (2016)

국역 다산책방 | 송은주 옮김
- 우연은 비켜가지 않는다 Elizabeth Finch (2024)

국역 다산책방 | 정영목 옮김｜9791130655925

## 댄 캐버나의 작품
- Duffy (1980)
- Fiddle City (1981)
- Putting the Boot In (1985)
- Going to the Dogs (1987)

## 수상 경력
- 《메트로랜드》로 서머셋 몸상(1981)
- 《플로베르의 앵무새》로 제프리 페이버 기념상(1985)
- 《플로베르의 앵무새》로 프랑스 메디치상 에세이 부문(1986)
- 미국 문예 아카데미의 E. M. 포스터상(1986)
- 독일 구텐베르크상(1987)
- 이탈리아 그리차네 카부르상(1988)
- 슈발리에 문예 훈장(1988)
- 《내 말 좀 들어 봐》로 프랑스 페미나상 외국 소설 부문(1992)
- 함부르크 퇴퍼 재단의 셰익스피어상(1993)
- 오피시에 문예 훈장(1995)
- 오스트리아 국가상(2004)
- 코망되르 문예 훈장(2004)
- 새 단편집 《Pulse》로 영국 데이비드 코헨 문학상(2011)
- 《예감은 틀리지 않는다》로 맨부커상 수상(2011)

반스는 메디치상과 페미나상을 다 받은 유일한 외국 작가이다.

## 기타
- 《내 말 좀 들어봐Talking it over》(1991)는 프랑스에서 《사랑, 그리고Love etc.》라는 제목으로 번역되었다(1992). 반스는 이 프랑스판 제목을 2000년에 쓴 속편에 그대로 사용했다(사랑, 그리고). 속편은 프랑스에서 《10년 후Dix ans après》라는 제목으로 출간되었다(2002).
- 줄리언 반스는 영화 《브리짓 존스의 일기》에서 세련된 지식인인 본인 역으로 등장한다.

## 영화
- Love etc. (1996) - 《내 말 좀 들어 봐》를 프랑스에서 영화화한 것.
- Metroland (1997)
- 《브리짓 존스의 일기》 (2001) - 헬렌 필딩의 베스트셀러를 영화화한 것. 자기 자신으로 출연.